# T Horologii
T Horologii är en pulserande variabel av Mira Ceti-typ (M) i stjärnbilden Pendeluret. 
Stjärnan varierar mellan visuell magnitud +7,2 och 13,7 med en period av 217,6 dygn.